# Molino de Fañanás
El Molino de Fañanás es una construcción medieval de cubo fortificado que hacía las veces de molino, ubicado en Fañanás, en el municipio de Alcalá del Obispo en la provincia de Huesca (Aragón, España). 

## Historia
Activo durante la Edad Media, este monumento tuvo labores tanto defensivas como industriales, al tratarse de una molienda. Se desconoce tanto la fecha de su creación como la fecha de su abandono. De propiedad privada, debió de pertenecer a una familia de clase media campesina.

## Descripción
El molino es de cubo fortificado. Tiene tres pisos, construidos con sillares de piedra. En el primero, hay dos salas, una pequeña (trasera) y otra grande. En la primera sala, se encuentra una escalera para acceder al segundo y tercer piso. Los últimos dos niveles, eran usados como vivienda y almacén para la comida.

## Conservación
La segunda y tercera planta del molino, se encuentran en un nivel muy deteriorado, por la constante exposición al sol y lluvia, ya que no tiene techo. Está seriamente amenazado con su destrucción.